# Strada Doamnei
Strada Doamnei este situată în Centrul istoric al municipiului Bucuresti, sectorul 3.

## Descriere
Strada începe din Calea Victoriei și se termină în Bulevardul Ion C. Brătianu. Strada Doamnei a purtat și numele de Strada Paris.

## Monumente istorice și clădiri
Pe această stradă se află nu mai puțin de 16 monumente istorice, astfel fiind una dintre cele mai bogate străzi din București.

## Galerie imagini

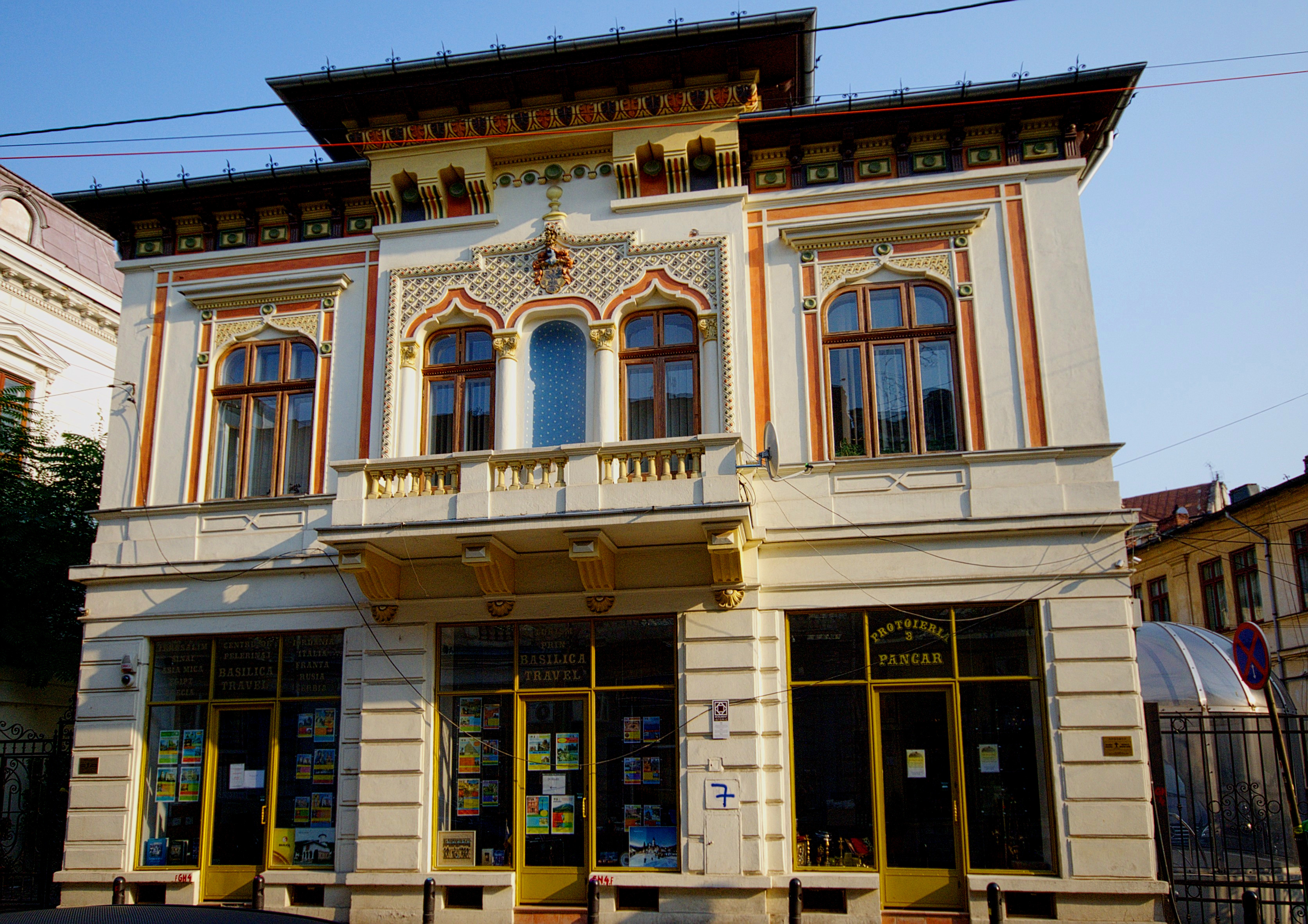
Casa parohială, Ansamblul Bisericii Bulgare, Str. Doamnei nr. 20.
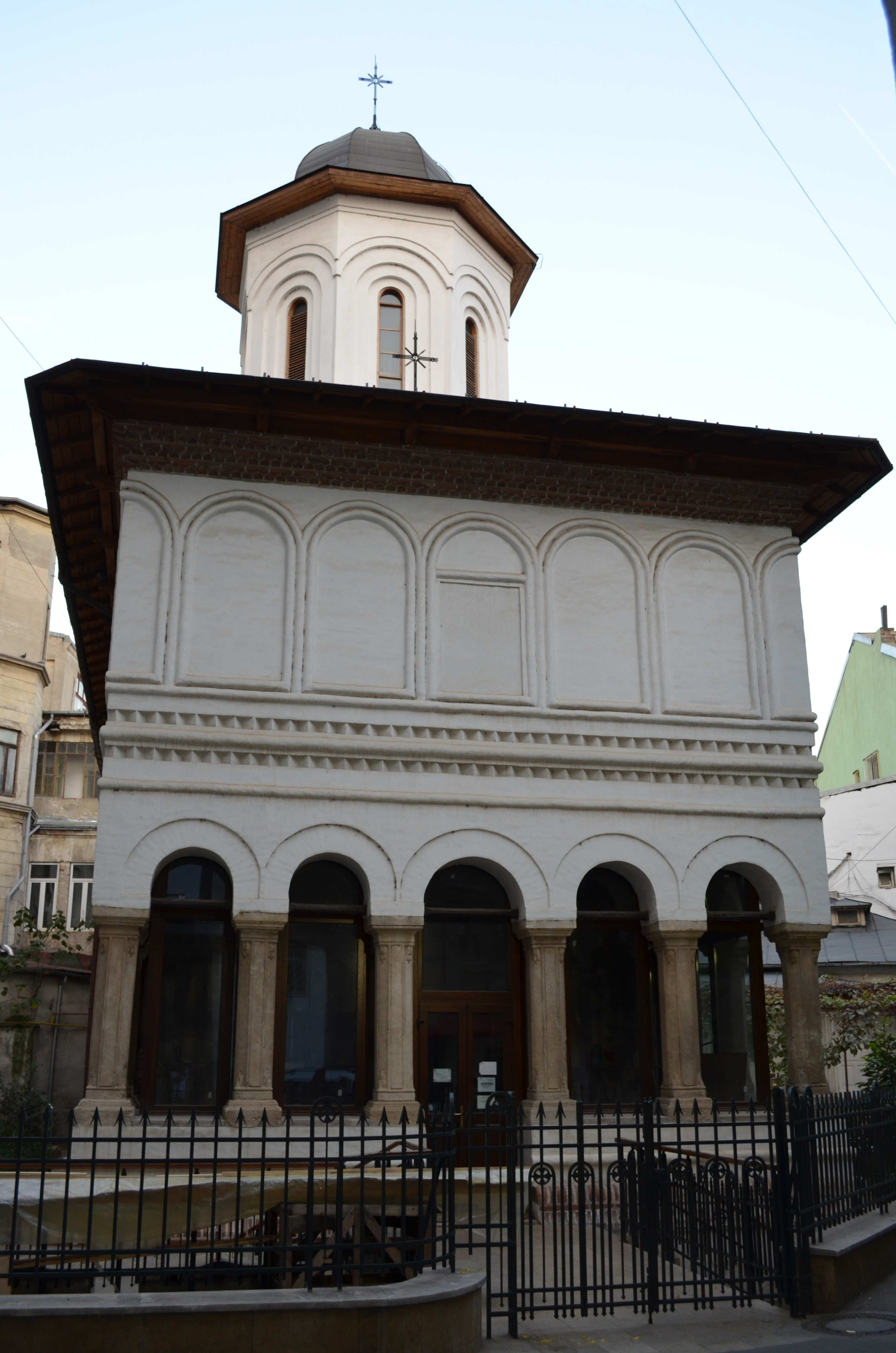
Biserica cu hramul "Intrarea Maicii Domnului în Biserică" din Strada Biserica Doamnei.
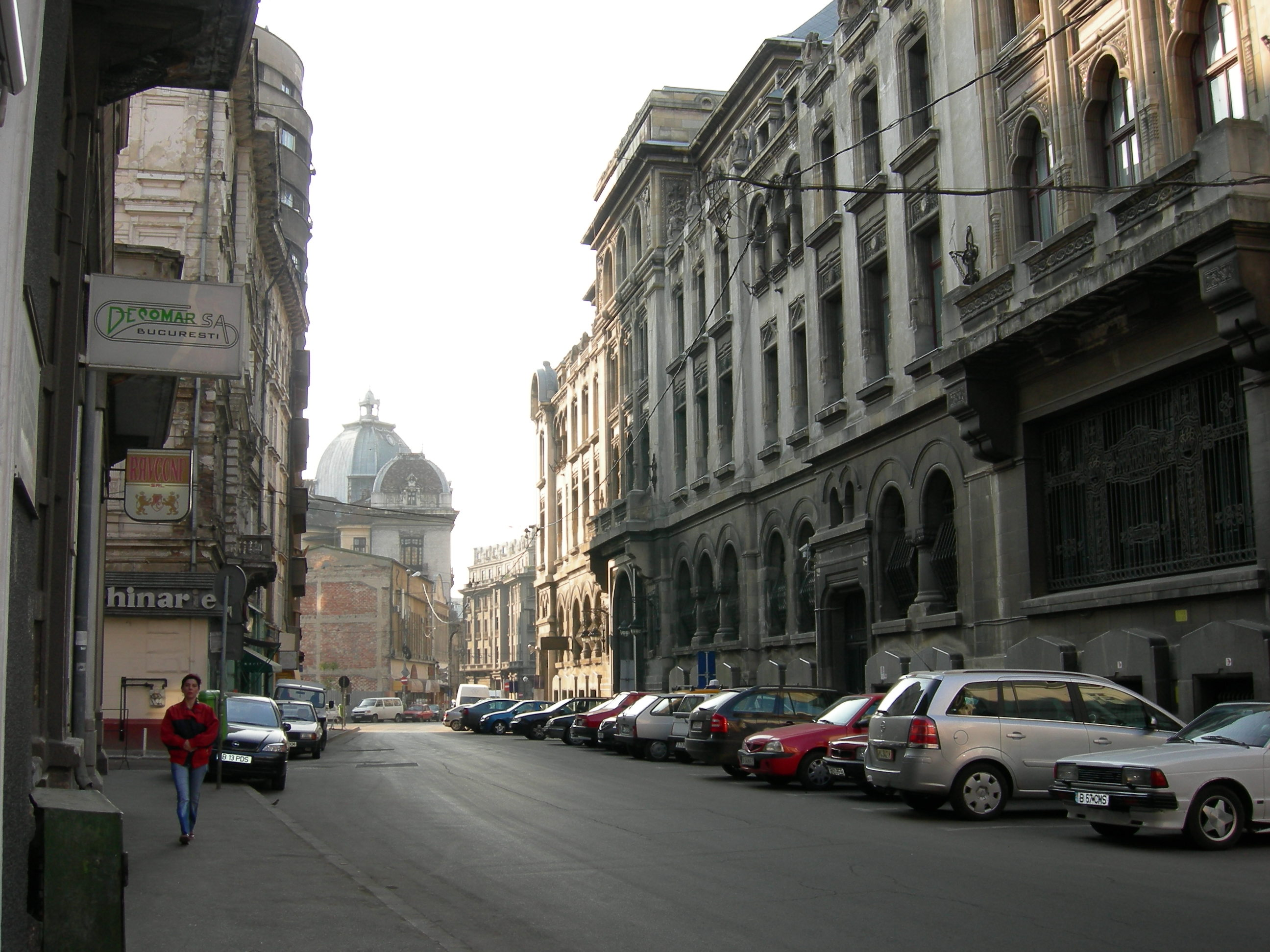
Fosta Bancă Marmorosch Blank et Comp din Strada Doamnei